# Poudreries Réunies de Belgique
Poudreries Réunies de Belgique (ou PRB) a été la raison sociale de deux entreprises belges de production d'explosifs et de munitions, entre 1919 et 1990. 
La première a été créée le 19 juin 1896 à Casteau, dans la province de Hainaut sous le nom de "Poudrerie de Casteau".  En 1906, sa raison sociale a été modifiée en "Poudreries Réunies".  À partir de là, elle s'est développée par fusions et acquisitions, tout en restant dans le secteur des explosifs. 
En 1919, elle a encore changé de nom pour devenir "Poudreries Réunies de Belgique". 
En 1969, elle a fusionné avec la société historique Koninklijke Buskruitfabriek Cooppal (nl) fondée à Wetteren en 1778, elle aussi active dans le secteur des explosifs et munitions, mais déjà diversifiée dans d'autres secteurs (éther, polyuréthane).  À cette occasion, la raison sociale est devenue "PRB". 
Au fur et à mesure des acquisitions supplémentaires (hors secteur des explosifs) PRB devenait une entreprise de participations, tout en conservant son activité industrielle historique. En 1985, son propriétaire (Société Générale de Belgique) a transféré la production d'explosifs et de munitions dans la société Aldiba.  La première PRB a été renommée "Gechem" (puis "Recticel", en 1992) et Aldiba a été renommée "PRB".  Le transfert des activités a concerné les sites de production de Balen, Kaulille, Clermont, Matagne-la-Grande et Malines, ainsi que les bureaux du 168 avenue de Tervueren à Woluwé-Saint-Pierre.   
Cette deuxième PRB a fait faillite le 17 juillet 1990.  Les actifs ont été démembrés, et seul le site de Clermont a continué la production d'explosifs.
Au moment du 200e anniversaire du site de Wetteren en 1979, PRB comptait 73 usines à travers le monde, le siège social étant situé à Bruxelles et elle était la seconde entreprise l'industrie de l'armement en Belgique. 

## Histoire
En 1778 Jan-Frans Cooppal fonde une usine de poudre à canon à Wetteren, dans la province de Flandre-Orientale : la Koninklijke Buskruitfabriek Cooppal (nl). L'usine est fermée pendant la période française de l'histoire de Belgique le 31 juillet 1796, mais la production repend lorsque le territoire est rattaché au Royaume uni des Pays-Bas, par le fils du fondateur et son associé, monsieur Vermoelen, en vertu d'un arrêté royal du 16 novembre 1815. Elle est exploitée par la société Ame Cooppal et Cie puis porte le titre de Poudrerie Royale en 1847.
À la suite d'une explosion catastrophique qui fait douze morts le 29 mai 1880, il est décidé de construire une nouvelle usine à Kaulille, dans la province de Limbourg. En 1881, la société prend le nom de NV Cooppal en Co.